# Нова Фокеја
Нова Фокеја (грч. Νέα Φώκαια, Неа Фокеја) је приморско насељено место у општини Касандра у периферији Средишња Македонија, Грчка. Према попису из 2021. године било је 2.045 становника.
Насеље је накада било манастирски метох на коме је 1920. године живело 28 житеља. Двадесетих година 20. века ту је подигнуто ново насеље где су насељене грчке избегличке породице из Турске, који је на попису из 1928. године било 617. Стари назив места је био Метох Свети Павле.